# تراث الإمبراطورية الرومانية

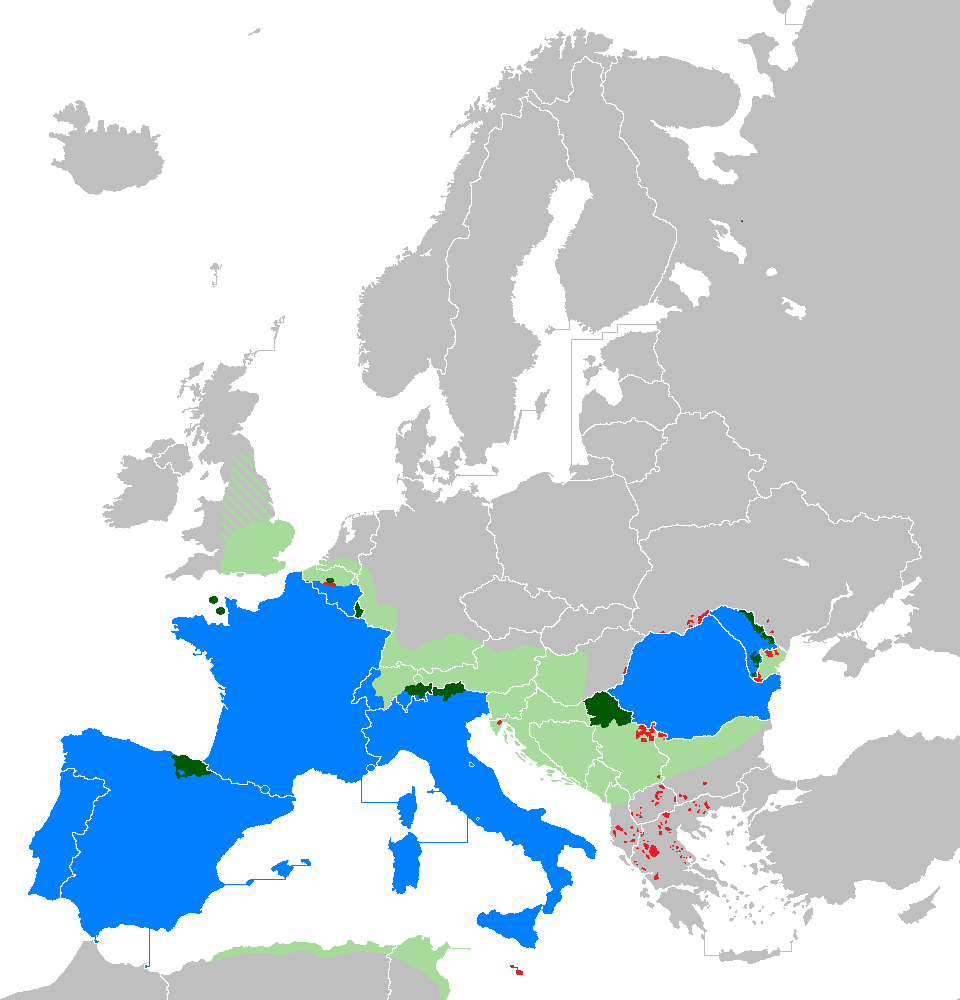
اللغة الرومانية الرسمية
لغة رومانية بجانب الرسمية
لغة رومانية غير رسمية
لغة رومانية غير رسمية نطاقية

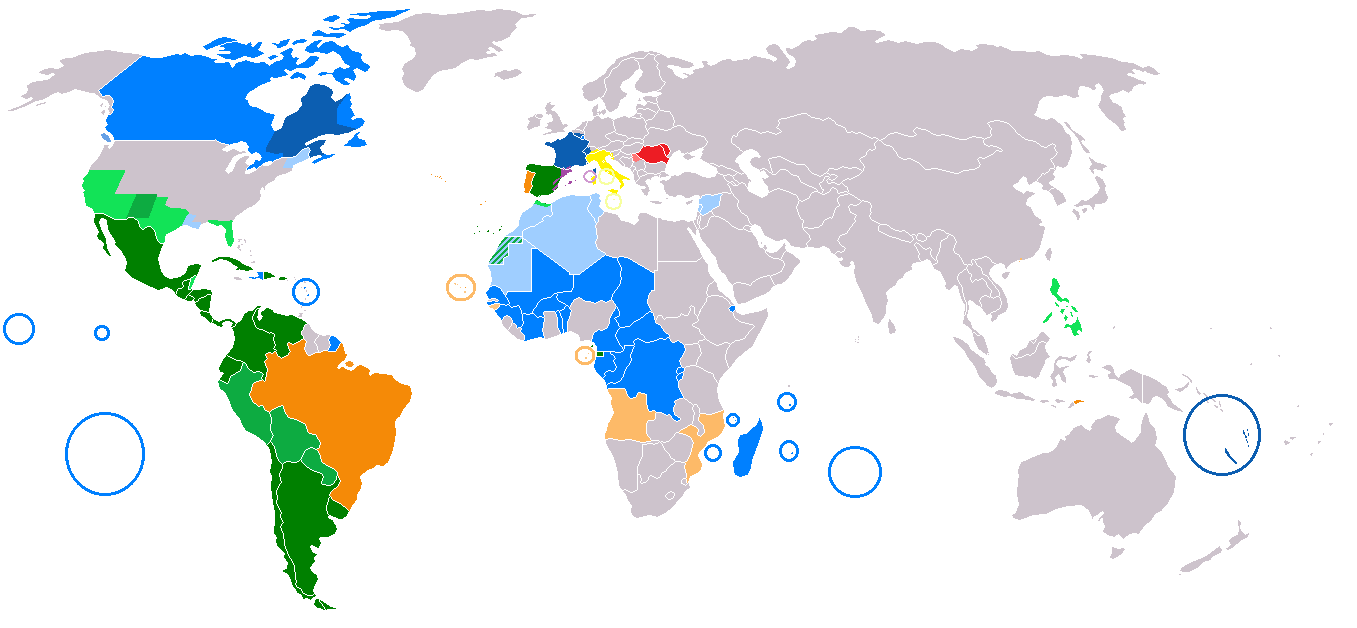
التوزيع العالمي للغة الرومانية:
الأزرق – اللغة الفرنسية؛ الأخضر – اللغة الإسبانية؛ البرتقالي – اللغة البرتغالية؛ الأصفر – اللغة الإيطالية؛ الأحمر – اللغة الرومانية

يتضمن تراث الإمبراطورية الرومانية (بالإنجليزية: Legacy of the Roman Empire)‏ مجموعات من القيم الثقافية، والمعتقدات الدينية، والتقدم التكنولوجي، والهندسة، واللغة. وقد نجا هذا الإرث من سقوط الإمبراطورية نفسها (في القرن الخامس الميلادي)، واستمر في تشكيل حضارات أخرى، وهي عملية لا تزال مستمرة حتى يومنا هذا. وكانت مدينة روما هي الحضارة، وكانت ترتبط بالحضارة الغربية الفعلية التي بنيت عليها الثقافات اللاحقة.
وتطورت اللغة اللاتينية في روما القديمة، التي تجسدها اللاتينية الكلاسيكية المستخدمة في الأدب اللاتيني خلال العصور الوسطى، ولا تزال تستخدم في الكنيسة الكاثوليكية الرومانية على أنها لاتينية الكنيسة. واللاتينية السوقية هي اللغة الشائعة المستخدمة للتفاعلات الاجتماعية العادية، وقد تطورت في نفس الوقت إلى اللغات الرومانسية المختلفة الموجودة اليوم (لا سيما الإيطالية، والفرنسية، والإسبانية، والبرتغالية، والرومانية، وغيرها). وعلى الرغم من سقوط الإمبراطورية الرومانية الغربية في القرن الخامس الميلادي، استمرت الإمبراطورية الرومانية الشرقية حتى غزوها من قِبَل الإمبراطورية العثمانية في القرن الخامس عشر الميلادي، وعُزِزَت اللغة اليونانية في أجزاء عديدة من شرق البحر الأبيض المتوسط حتى بعد الفتوحات الإسلامية المبكرة في القرن السابع بعد الميلاد. وعلى الرغم من أن هناك إحياءًا عصريًا صغيرًا للديانة الهلنستية مع الهيلينية (الإغريقية)، إلا أن الوثنية الرومانية القديمة استُبدلت بشكل كبير من قِبَل المسيحية بعد القرن الرابع الميلادي والتحول المسيحي للإمبراطور الروماني قسطنطين الأول (306-337 م). واستمر الإيمان المسيحي للإمبراطورية الرومانية المتأخرة في التطور خلال العصور الوسطى، ولا يزال يشكل جانبا رئيسيا من جوانب الدين والنفسية في العالم الغربي الحديث.
وأثرت العمارة الرومانية القديمة، والتي تأثرت إلى حد كبير بالعمارة اليونانية القديمة في الفترة الهلنستية، بشكل متواصل على فن العمارة في العالم الغربي، وخاصة خلال عصر النهضة الإيطالية في القرن الخامس عشر، كما ترك القانون الروماني والسياسة الجمهورية (منذ عصر الجمهورية الرومانية) إرثًا باقيا، مما أثر على مدن جمهوريات الدولة في فترة القرون الوسطى وكذلك في الولايات المتحدة المبكرة وغيرها من الجمهوريات الديمقراطية الحديثة. وشَكّل التقويم اليولياني لروما القديمة أساس التقويم الميلادي العصري المعاصر، بينما استمرت الاختراعات والهندسة الرومانية، مثل بناء القباب الخرسانية في التأثير على الشعوب المختلفة بعد سقوط روما، كما أصبحت النماذج الرومانية من الاستعمار والحرب مؤثرة.

## اللغة
كانت اللاتينية هي لغة التواصل المشترك للإمبراطورية الرومانية المبكرة والإمبراطورية الرومانية الغربية فيما بعد، بينما في الشرق كانت اللغات الأصلية، مثل اليونانية بشكل خاص وإلى حد ما اللغة المصرية والآرامية لا تزال تُستخدم. وعلى الرغم من تراجع الإمبراطورية الرومانية الغربية، استمرت اللغة اللاتينية في الازدهار في البيئة الاجتماعية والاقتصادية المختلفة للغاية في العصور الوسطى؛ لأنها أصبحت اللغة الرسمية للكنيسة الكاثوليكية الرومانية. ولا تزال تستخدم اللغة الكينية اليونانية، التي كانت بمثابة لغة مشتركة في الإمبراطورية الشرقية اليوم باعتبارها لغة مقدسة في بعض الكنائس الأرثوذكسية الشرقية.
وفي أوروبا الغربية والوسطى وأجزاء من أفريقيا، احتفظت اللاتينية بمكانتها المرتفعة كوسيلة رئيسية للتواصل بين الطبقات المتعلمة خلال العصور الوسطى، وخاصة خلال فترات عصر النهضة والباروك. وكانت تتألف الكتب التي كان لها تأثير ثوري على العلم، مثل الكتاب في دورات الكواكب السماوية لنيكولاس كوبرنيكوس (1543) باللاتينية. ولم تُستبدل هذه اللغة في الأغراض العلمية حتى القرن الثامن عشر، واستمر استخدامها للأوصاف الرسمية في علم الحيوان وكذلك في علم النبات حتى القرن العشرين. وتحمل التسمية الثنائية الدولية الحديثة إلى يومنا هذا الاسم العلمي لكل نوع مصنف حسب الاسم اللاتيني.
واليوم يتم التحدث باللغات الرومانسية، التي تضم جميع اللغات المنحدرة من اللاتينية، بواسطة أكثر من 920 مليون شخص كلغة أم، و300 مليون شخص كلغة ثانية، خاصة في الأمريكتين وأوروبا وأفريقيا. وتكون اللغات الرومانسية إما رسمية أو مشتركة أو مستخدمة بشكل كبير في 72 دولة حول العالم. ومن لغات الأمم المتحدة الرسمية الست، تنحدر اللغتان الفرنسية والإسبانية من اللاتينية.
وبالإضافة إلى ذلك، كان لللاتينية تأثير كبير على كل من القواعد والمعجم للغات الجرمانية الغربية. وتُشكِل الكلمات الرومانسية 59٪، و20٪، و14٪ من المفردات الإنجليزية والألمانية والهولندية على التوالي. ويمكن أن ترتفع هذه الأرقام بشكل كبير عندما يتم تضمين الكلمات غير المركبة وغير المشتقة. وبالتالي، فإن الكلمات الرومانسية تشكل 35٪ تقريبًا من مفردات اللغة الهولندية.

### الأبجدية

التوزيع العالمي للألفبائية اللاتينية.

تنحدر أبجدية جميع اللغات الرسمية الثلاثة للاتحاد الأوروبي الحديث - اللاتينية واليونانية والسيريلية - من أنظمة الكتابة المستخدمة في الإمبراطورية الرومانية. واليوم، تعد الأبجدية اللاتينية التي نشرتها الإمبراطورية الرومانية إلى معظم أوروبا، والمشتقة من الأبجدية الفينيقية من خلال شكل قديم من الأبجدية اليونانية التي تم تبنيها وتعديلها من قبل الأتروسكان، هي السيناريو الأكثر انتشارًا والأكثر استخدامًا في العالم. وانتشرت بواسطة مختلف المستعمرات، وطرق التجارة، والقوى السياسية، واستمرت في النمو والتأثير. ظلت الأبجدية اليونانية، التي كانت شائعة في جميع أنحاء منطقة شرق البحر الأبيض المتوسط خلال العصر الهلنستي، الأبجدية الرئيسية للإمبراطورية الشرقية عبر الإمبراطورية البيزنطية حتى زوالها في القرن الخامس عشر.

### الأدب اللاتنيني

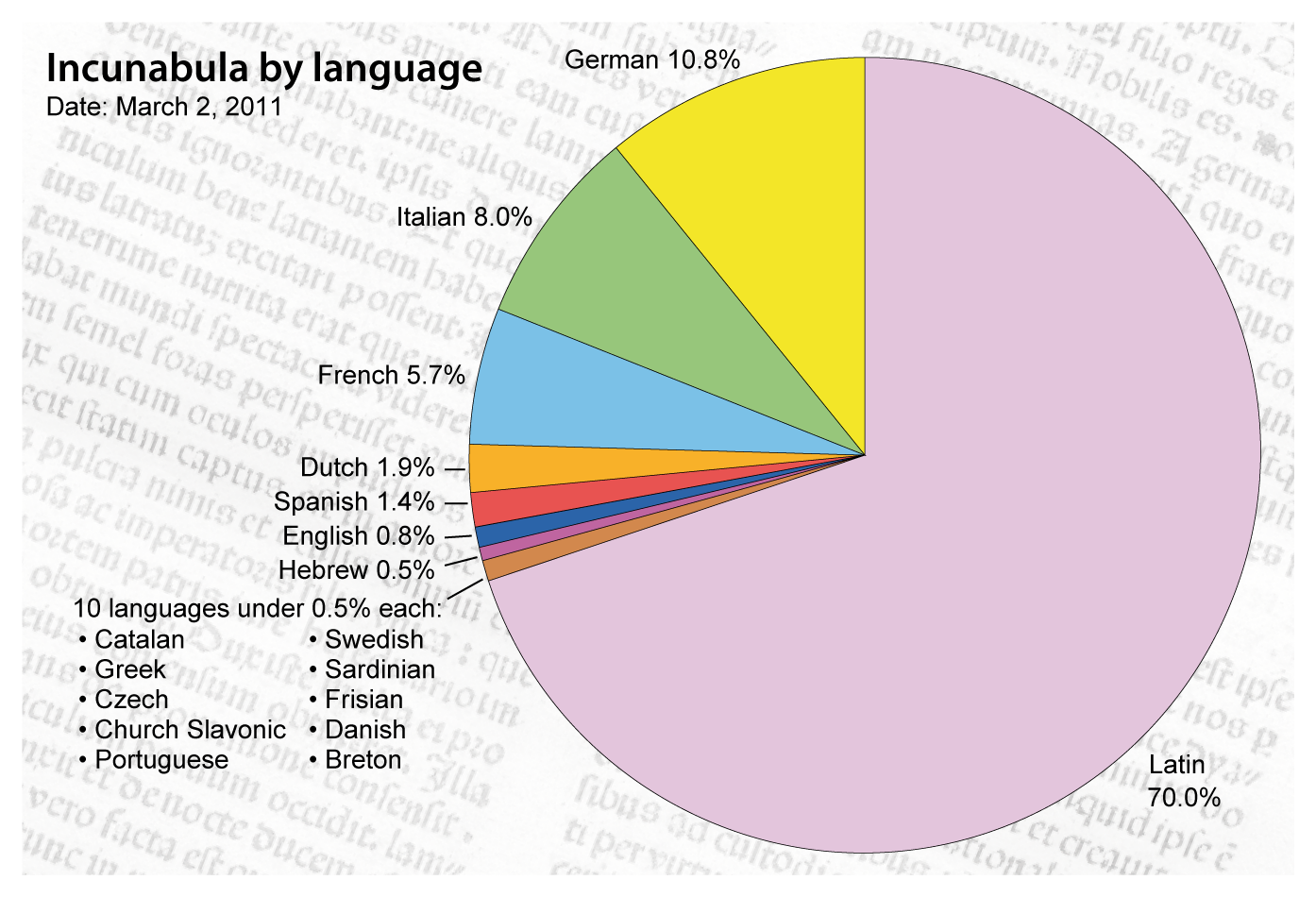
كتب مطبوعة من القرن الخامس عشر حسب اللغة. وكانت هيبة اللاتينية العالية لا تزال تهيمن على الخطاب الأوروبي بعد ألف سنة من انهيار الإمبراطورية الرومانية الغربية.

لقد أنقذت عصر النهضة الكارولنجية في القرن الثامن العديد من الأعمال اللاتينية من النسيان، والمخطوطات التي تم نسخها في ذلك الوقت هي مصادرنا الوحيدة من الأعمال التي وقعت في وقت لاحق في الغموض مرة أخرى؛ فقط لأنه تم استردادها خلال عصر النهضة، ومن أمثلة الكتّاب في ذلك الوقت تاسيتس، ولوكريتيوس، وبروبرتيوس، وكتولوس.
ومن خلال الإمبراطورية الرومانية، استمر الأدب اليوناني أيضًا في إحداث تأثير في أوروبا بعد سقوط الإمبراطورية بفترة طويلة، خاصة بعد استعادة النصوص اليونانية من الشرق خلال العصور الوسطى وانبعاث محو الأمية في اليونان خلال عصر النهضة. وكتب كتاب حياة الإغريق والرومان النبلاء للمؤرخ فلوطرخس على سبيل المثال في الأصل باللغة اليونانية، وكان يُقرأ على نطاق واسع من قِبل الغربيين المتعلمين من عصر النهضة حتى القرن العشرين. وتأخذ مسرحية شكسبير «يوليوس قيصر» معظم أفكارها من السير الذاتية التي كتبها فلوطرخس للقيصر، وكاتو، وبروتس، والتي نوقشت مآثرها من قِبل الأدباء في ذلك الوقت.

## التعليم
طَوَر مارتيانوس كابيلا نظام الفنون الليبرالية السبعة التي نظمت التعليم في العصور الوسطى. وعلى الرغم من أن الفنون الليبرالية كانت معروفة بالفعل في اليونان القديمة، إلا أن الفنون الليبرالية السبعة اتخذت شكلًا قانونيًا فقط بعد مارتينوس. وقد وضع عمله الموسوعي الوحيد «حول زواج فيلولوجيا وميركوري» الصيغة القياسية للتعلم الأكاديمي من الإمبراطورية الرومانية المسيحية في القرن الخامس حتى عصر النهضة في القرن الثاني عشر.
وتم تشكيل الفنون الليبرالية السبعة عن طريق المقدمات، والتي تضمنت مهارات القواعد، والمنطق، والبلاغة في حين لعبت الرياضيات، والهندسة، والموسيقى، وعلم الفلك جزء من التعاليم.

## التقويم والقياس
التقويم الغربي الحديث هو تنقيح للتقويم اليولياني، الذي قدمه يوليوس قيصر، وبدأ التقويم من الإمبراطورية الرومانية مع الأشهر يناير، وفبراير، ومارس. وكان التقليد الشائع لبدء السنة في 1 يناير اتفاقية تم تأسيسها في روما القديمة، بينما بدأ العام خلال فترة القرون الوسطى في 25 مارس (عيد الكاثوليكية للبشارة).
وابتكر ديونسيوس إكسيغوس، راهب روماني في القرن الخامس، نظام التأريخ الحديث في عهد أنو دوميني، والذي يعتمد على السنة التي ولد فيها يسوع، بعد سنوات بعد الميلاد من بداية هذه الحقبة، وقبل الميلاد تدل على سنوات قبل بداية العصر.
ويتبع الأسبوع الحديث الذي يمتد على مدار سبعة أيام النظام اليوناني الروماني لساعات الكواكب، حيث كان أحد الأجسام السماوية السبعة للنظام الشمسي التي كانت معروفة في العصور القديمة -زحل، والمشتري، والمريخ، والشمس، والزهرة، وعطارد، والقمر- تعطى «الحكم» على كل يوم. وتحافظ اللغات الرومانسية (باستثناء البرتغالية، التي تحدد عددًا ترتيبيًا لخمسة أيام من الأسبوع، من الاثنين إلى الجمعة) على الأسماء اللاتينية الأصلية لكل يوم من أيام في الأسبوع، ما عدا يوم الأحد، الذي أصبح يُسمى يوم الرب في المسيحية.
وانتشر هذا النظام لأيام الأسبوع إلى الشعب السلتي والألماني وكذلك الألبان قبل انهيار الإمبراطورية، وبعد ذلك تم استبدال أسماء الآلهة المماثلة للآلهة الرومانية في بعض اللغات.
| اليوم                    | الأحد (Sun)               | الإثنين (Moon)          | الثلاثاء (Mars)    | الأربعاء (Mercury)       | الخميس (Jupiter)       | الجمعة (Venus)     | السبت (Saturn)         |
| ------------------------ | ------------------------- | ----------------------- | ------------------ | ------------------------ | ---------------------- | ------------------ | ---------------------- |
| اللغة اللاتينية          | dies Sōlis                | dies Lūnae              | dies Martis        | dies Mercuriī            | dies Iovis             | dies Veneris       | dies Saturnī           |
| اللغة الإيطالية          | domenica                  | lunedì                  | martedì            | mercoledì                | giovedì                | venerdì            | sabato                 |
| اللغة الفرنسية           | dimanche                  | lundi                   | mardi              | mercredi                 | jeudi                  | vendredi           | samedi                 |
| اللغة الأسبانية          | domingo                   | lunes                   | martes             | miércoles                | jueves                 | viernes            | sábado                 |
| اللغة الكتالونية         | diumenge                  | dilluns                 | dimarts            | dimecres                 | dijous                 | divendres          | dissabte               |
| اللغة الرومانية          | duminică                  | luni                    | marți              | miercuri                 | joi                    | vineri             | sâmbătă                |
| اللغة الألبانية          | te dielën (diell = "شمس") | të hënën (hënë = "قمر") | të martën          | të mërkurën              | të enjten              | të premte          | të shtunën             |
| اللغة الأيرلندية         | An Domhnach Dé Domhnaigh  | An Luan Dé Luain        | An Mháirt Dé Máirt | An Chéadaoin Dé Céadaoin | An Déardaoin Déardaoin | An Aoine Dé hAoine | An Satharn Dé Sathairn |
| اللغة الويلزية           | dydd Sul                  | dydd Llun               | dydd Mawrth        | dydd Mercher             | dydd Iau               | dydd Gwener        | dydd Sadwrn            |
| اللغة البريتانية         | Disul                     | Dilun                   | Dimeurzh           | Dimerc’her               | Diriaou                | Digwener           | Disadorn               |
| اللغة الإنجليزية القديمة | Sunnandæg                 | Mōnandæg                | Tīwesdæg           | Wōdnesdæg                | Þunresdæg              | Frīgedæg           | Sæternesdæg            |
| اللغة الألمانية          | Sonntag                   | Montag                  | Dienstag, Ziestag  | Mittwoch                 | Donnerstag             | Freitag            | Sonnabend, Samstag     |
| اللغة الهولندية          | zondag                    | maandag                 | dinsdag            | woensdag                 | donderdag              | vrijdag            | zaterdag               |
| اللغة الآيسلندية         | sunnudagur                | mánudagur               | þriðjudagur        | miðvikudagur             | fimmtudagur            | föstudagur         | laugardagur            |
| اللغة النرويجية نينوشك   | sundag/søndag             | måndag                  | tysdag             | onsdag                   | torsdag                | fredag             | laurdag                |
| اللغة الدنماركية         | søndag                    | mandag                  | tirsdag            | onsdag                   | torsdag                | fredag             | lørdag                 |
| اللغة السويدية           | söndag                    | måndag                  | tisdag             | onsdag                   | torsdag                | fredag             | lördag                 |

### ساعات اليوم
الوقت بصيغة ال12 ساعة هي عبارة عن اتفاقية زمنية شائعة من قِبَل الرومان تنقسم فيها الـ24 ساعة من اليوم إلى فترتين متساويتين.A.M (وتعني قبل منتصف النهار) و.P.M (وتعني بعد منتصف النهار)، كما بدأ الرومان الممارسة المستخدمة في جميع أنحاء العالم اليوم، وهي بداية يوم جديد عند منتصف الليل.

### الأرقام والوحدات

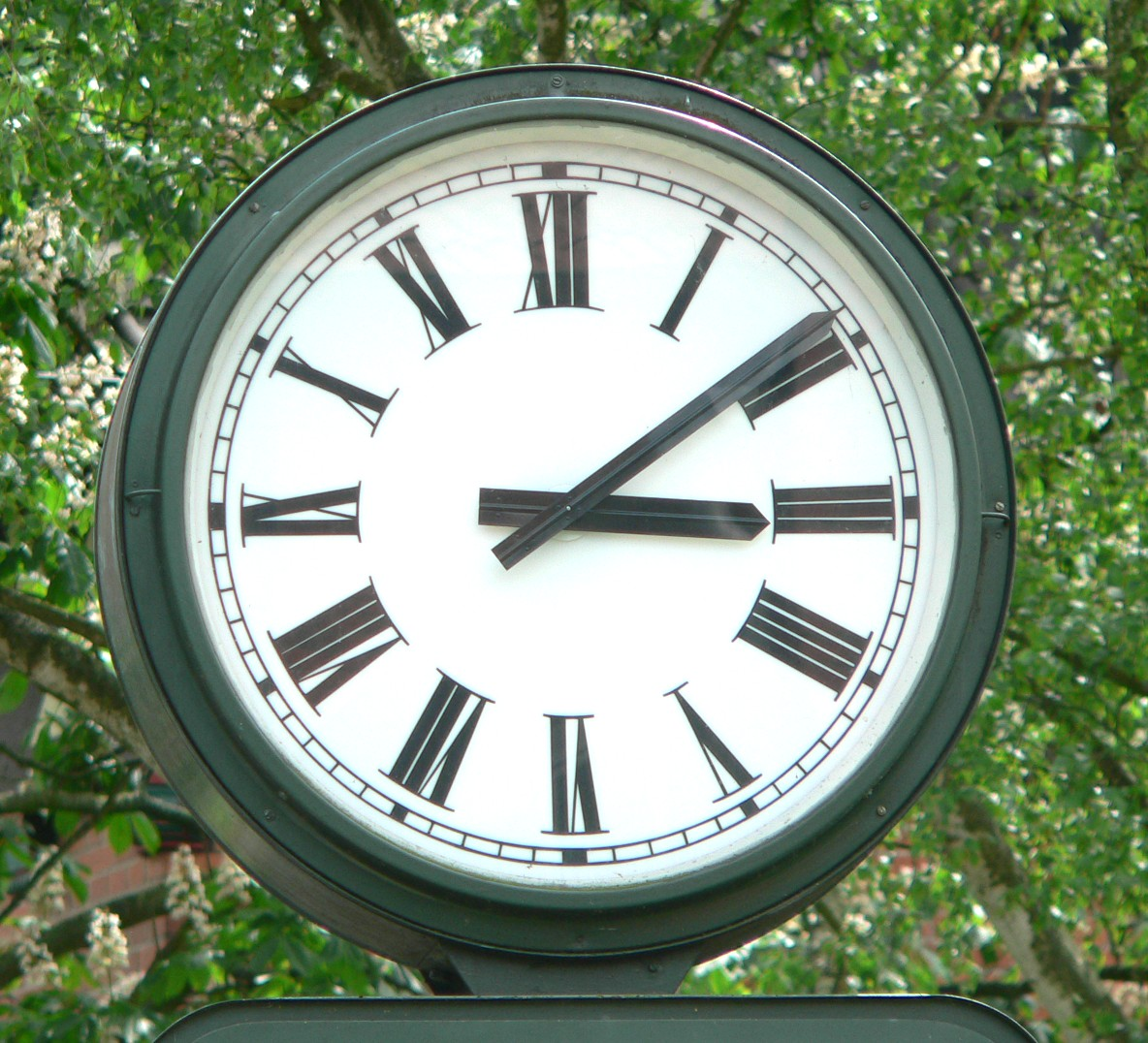
وجه ساعة النموذجي ذو الأرقام الرومانية في باد زالتسدتفورت بألمانيا. وتعود فكرة يوم الاثنتي عشرة ساعة إلى الإمبراطورية الرومانية.

استمرت الأرقام الرومانية كطريقة أساسية لكتابة الأرقام في أوروبا حتى القرن الرابع عشر عندما تم استبدالها بالأرقام الهندوسية العربية. ويستمر استخدام نظام الأرقام الرومانية على نطاق واسع في بعض السياقات الرسمية والثانوية، مثل على وجوه الساعة، والعملات المعدنية. ووفقا للأكاديمية الملكية الإسبانية، يجب كتابة القرون بالأرقام الرومانية في اللغة الإسبانية، لذا ينبغي كتابة «القرن 21» باسم «القرن XXI».
وعزز الرومان المفهوم الحديث للساعة باعتبارها جزءًا من اليوم المكون من 24 ساعة من الليل والنهار.

## الدين

المسيحية حسب النسبة المئوية للسكان في كل بلد.

في حين أن المسيحية حلت محل الدين الروماني والدين الهيليني في نهاية المطاف، فإن العديد من الأفكار والأسئلة اللاهوتية التي تميز الديانات الغربية نشأت مع لاهوت ما قبل المسيحية. ونشأ سبب الجدال الأول لوجود الله على سبيل المثال مع أفلاطون، وشكلت الحجج الكونية، التي قدمها سقراط وأرسطو والتي لا تزال تناقش على نطاق واسع حتى يومنا هذا، عنصرًا مؤثرًا في اللاهوت الرواقي في أواخر العصر الروماني. ونوقشت مشكلة الشر على نطاق واسع بين الفلاسفة القدماء، بما في ذلك الكُتّاب الرومان مثل شيشرون وسينيكا، وتم استيعاب العديد من الإجابات التي قدموها فيما بعد في نظرية العدالة الإلهية المسيحية. وفي اللاهوت الأخلاقي المسيحي، يعتمد مجال أخلاقيات القانون الطبيعي بشكل كبير على التقليد الذي وضعه أرسطو، الرواقيون، ولا سيما من خلال عمل شيشرون اللاتيني الشهير De Legibus. ووجد مفهوم شيشرون للقانون الطبيعي طريقه إلى القرون اللاحقة من خلال كتابات القديس إيزيدور إشبيلية ومرسوم جراسيانو، وأثر على مناقشة الموضوع حتى عصر الثورة الأمريكية.
وانتشرت المسيحية نفسها أيضا عبر الإمبراطورية الرومانية، ومنذ الإمبراطور ثيودوسيوس الأول (379-395 م)، كانت الطائفة الرسمية للدولة في الإمبراطورية الرومانية المسيحية. وفي وقت لاحق، أصبحت الأراضي الرومانية السابقة دول مسيحية صدرت ديانتها إلى أجزاء أخرى من العالم من خلال الاستعمار والمبشرين.
كما عملت المسيحية كقناة لحفظ الثقافة الأدبية الإغريقية الرومانية ونقلها. وتم الحفاظ على التقاليد التعليمية الكلاسيكية في الفنون الليبرالية بعد سقوط الإمبراطورية من قِبَل الجامعة المسيحية في العصور الوسطى. واعتمد التعليم في العصور الوسطى بكثافة على الكتب اليونانية والرومانية، مثل الأصول والكتب الرباعية المؤثرة المكتوبة باللاتينية بواسطة رجل الدولة الروماني بوثيوس (480-524م).
وعلاوة على ذلك، فإن الأعمال الرئيسية للأدب اليوناني واللاتيني قد قرأها وكتبها المسيحيون خلال الحقبة الإمبراطورية. وكُتبت العديد من الأعمال الأكثر تأثيرًا في التقاليد المسيحية المبكرة بواسطة علماء الدين الرومان والهيلينيين الذين انخرطوا بشكل كبير في الثقافة الأدبية للإمبراطورية (انظر آباء الكنيسة). ويعتمد سانت أغوستين (354-430) في كتاب مدينة الله على سبيل المثال، بشكل واسع على فيرجيل، وشيشرون، وفارو، وهوميروس، وأفلاطون، وعناصر من القيم والهوية الرومانية لانتقاد الوثنية والدعوة إلى المسيحية وسط إمبراطورية متداعية. وقد ساعد إشراك المسيحيين الأوائل كقراء وكتاب في الأدب الروماني واليوناني المهم في ضمان استمرار الثقافة الأدبية في روما بعد سقوط الإمبراطورية. وفي الشرق، استمر تقليد الإمبراطورية الخصب للأدب الإغريقي دون انقطاع بعد سقوط الغرب، ويرجع ذلك جزئيا إلى أعمال الآباء اليونانيين، التي قرأها المسيحيون على نطاق واسع في العصور الوسطى البيزنطية واستمرت في التأثير على الفكر الديني حتى يومنا هذا (انظر الأدب البيزنطي).

## العلم والفلسفة

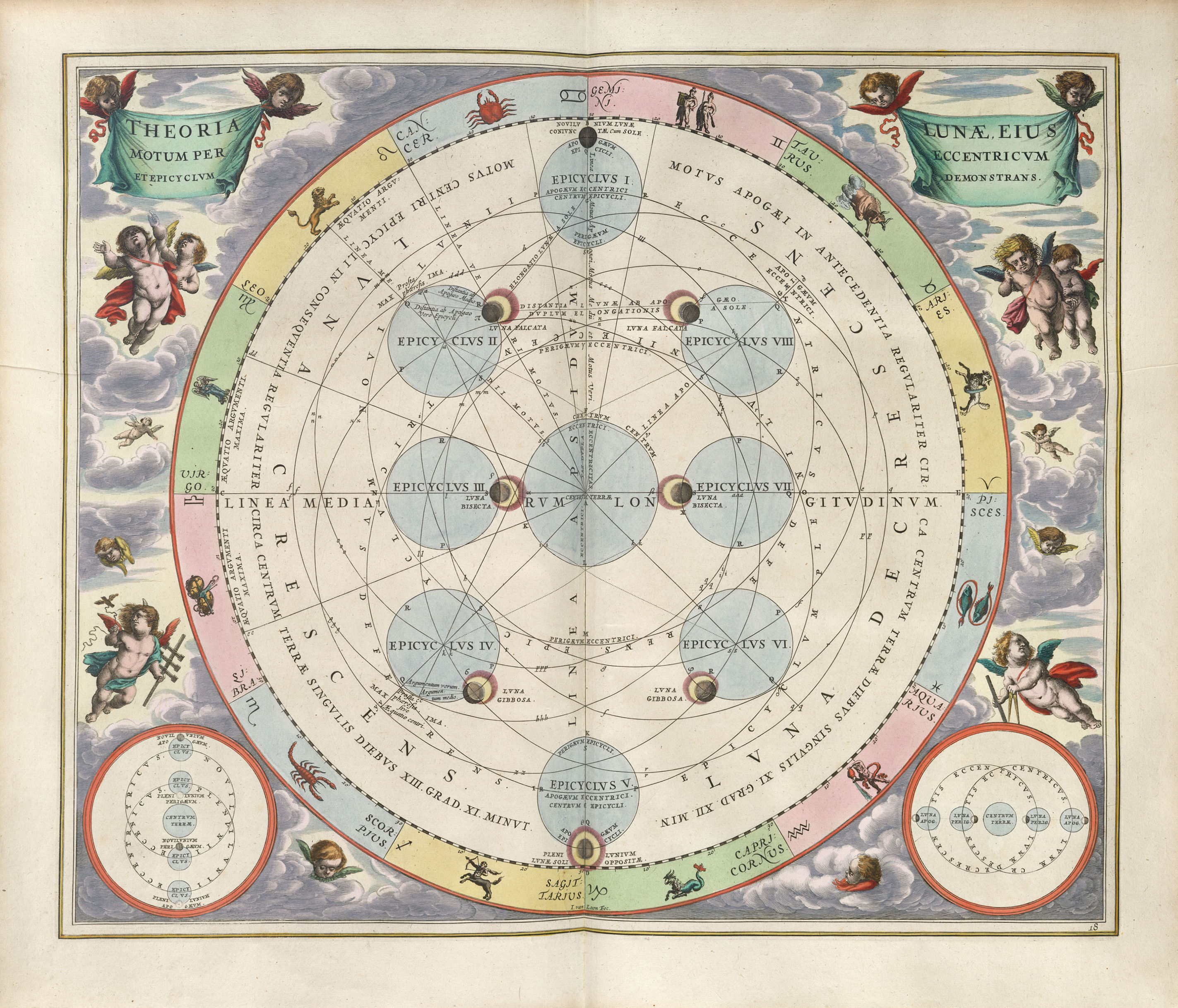
تم دعم نظرية بتلميمي المحسَّنة لفلك التدوير بواسطة حسابات دقيقة وملاحظات فلكية مفصلة. لم تتغير حتى ثورة كوبرنيكا بعد أكثر من ألف سنة.

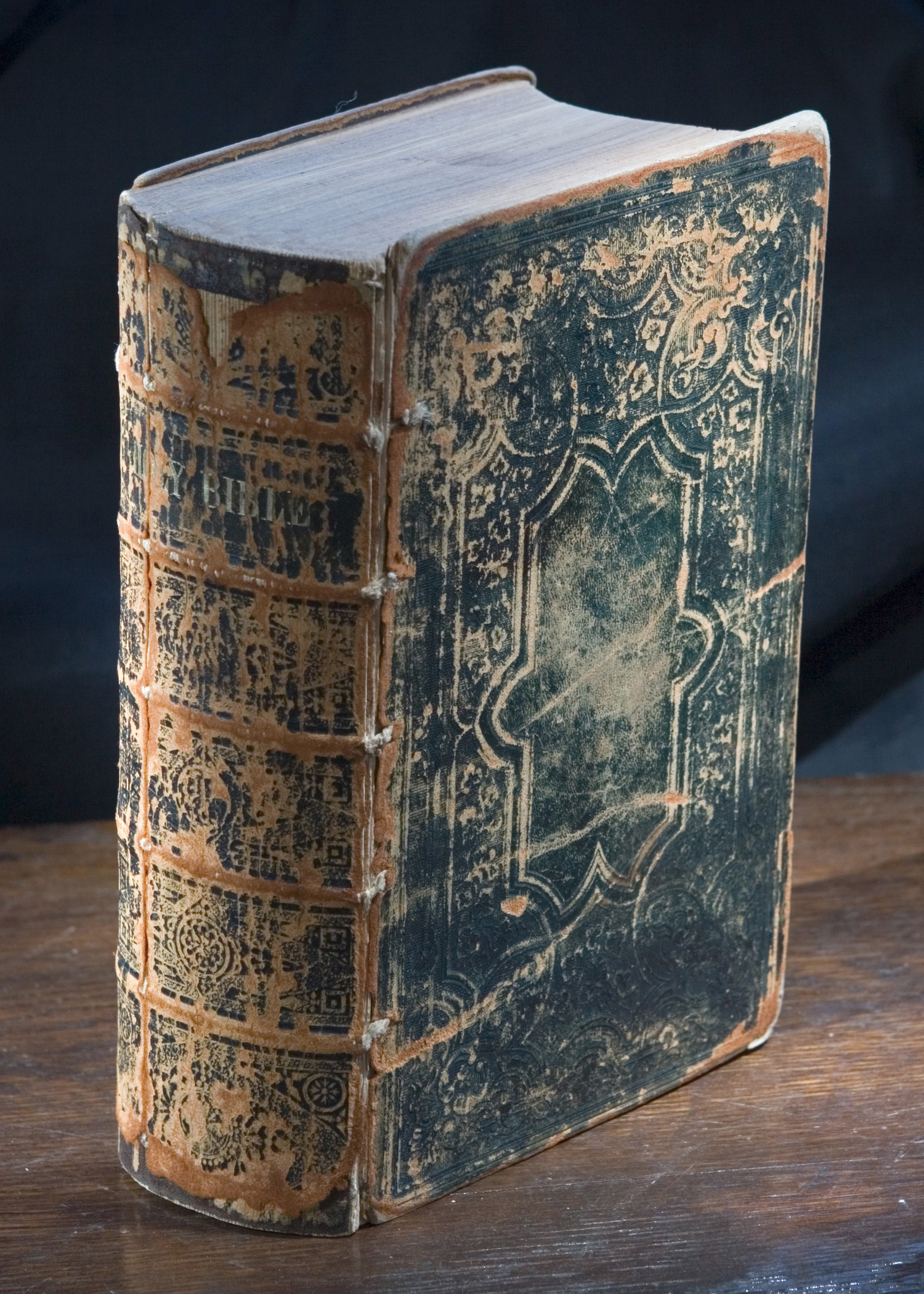
الكتاب المقدس كمخطوطة، وهي صيغة الكتاب اليوم في الاستخدام العام، اخترعها الرومان ونشرها الرومان المسيحيون.

في حين تم تطوير الكثير من العلوم والفلسفة اليونانية الأكثر تأثيرا قبل قيام الإمبراطورية، حدثت الابتكارات الرئيسية في ظل الحكم الروماني الذي كان له تأثير دائم على العالم الفكري. واستمرت تقاليد المنح الدراسية اليونانية والمصرية والبابلية في الازدهار في مراكز التعلم الكبرى، مثل أثينا، والإسكندرية، وبيرغامون.
ووصلت الفلسفة الإبيقورية إلى ذروة أدبية في القصيدة الطويلة التي كتبها لوكريتيوس، الذي دعا إلى النظرية الذرية للمادة، ووقر التعاليم القديمة لديموقراط اليوناني. وتمت قراءة أعمال الفلاسفة لوكيوس سينيكا، وابكتيتوس، والإمبراطور الروماني ماركوس أوريليوس على نطاق واسع خلال إحياء الفكر الرواقي في عصر النهضة، التي جمعت الرواقية والمسيحية. ارجع الطيار المقاتل جيمس ستوكديل الفضل في فلسفة ابكتيتوس باعتبارها مصدرًا رئيسيًا للقوة عندما تم إسقاطه واحتجازه كسجين خلال حرب فيتنام. واستمرت دراسة فلسفة أفلاطون بنطاق واسع في ظل الإمبراطورية، ونمت إلى نظام الأفلاطونية المحدثة من خلال تأثير أفلوطين. وكانت الفلسفة الأفلاطونية متوافقة إلى حد كبير مع المسيحية من قِبَل اللاهوتي الروماني أوغسطين، الذي ينظر إلى الأفلاطونيين باعتبارهم مشتركين مع المسيحيين أكثر من المدارس الوثنية الأخرى، بينما كان معارضا للوثنية الرومانية. وحتى يومنا هذا، تعتبر جمهورية أفلاطون العمل التأسيسي للفلسفة الغربية، ويقرأها الطلاب في جميع أنحاء العالم.
وتم اشتقاق نص لوريم إيبسوم واسع الانتشار، والذي يستخدم على نطاق واسع كعنصر نائب لا معنى له في الطباعة الحديثة والتصميم الجرافيكي، من النص اللاتيني لدراسة شيشرون الفلسفية «من البلاد De finibus».
وحلت المسيحية محل الفلسفة الوثنية بشكل تدريجي في السنوات الأخيرة من الإمبراطورية، وبلغت ذروتها عند إغلاق أكاديمية أثينا من قِبَل جستنيان الأول. وانتقل العديد من الفلاسفة الناطقين باليونانية إلى الشرق خارج حدود الإمبراطورية. واكتسب الأفلاطونية الحديثة والأرسطوطالية معقلًا في بلاد فارس، حيث كان لهما تأثير كبير على الفلسفة الإسلامية المبكرة. وانخرط المفكرين في العصر الذهبي للإسلام، مثل ابن سينا وابن رشد بعمق مع الفلسفة اليونانية، ولعبوا دورا رئيسيا في إنقاذ أعمال أرسطو التي فُقِدَت في الغرب اللاتيني.
وتم تقليص تأثير الفلسفة اليونانية على الإسلام بشكل كبير في القرن الحادي عشر عندما انتقد الغزالي آراء ابن سينا وابن رشد بشدة. ويعتبر كتاب تهافت الفلاسفة من أكثر الكتب تأثيرا في التاريخ الإسلامي. وفي أوروبا الغربية، كان لتعافي النصوص اليونانية خلال الفترة المدرسية أثر عميق على العلوم واللاهوت اللاتيني من العصور الوسطى في عصر النهضة في الوقت نفسه.
وفي العلوم، سيطرت نظريات الطبيب الإغريقي الروماني جالين على الفكر الطبي الغربي والممارسة لأكثر من 1300 سنة. وأنتج بطليموس النظرية الفلكية الأكثر شمولا وتطورا في العصور القديمة موثقة في كتاب المجسطي. وسيبقى النموذج البطلمي للنظام الشمسي النهج السائد في علم الفلك عبر أوروبا والشرق الأوسط لأكثر من ألف عام. وتم تسجيل 48 من 88 كوكبة تم التعرف عليها من قِبل الاتحاد الفلكي الدولي اليوم في الكتب السابعة والثامنة لمجلة ماجيست كلاوديوس بطليموس.
وفي الإسكندرية، أسس المهندس هيرو السكندري دراسة الميكانيكا وعلم الخصائص الميكانيكية. وفي الهندسة الحديثة، تحمل صيغة هيرو اسمه. وشهدت إسكندرية الرومانية أيضا بذور الجبر الحديثة تنشأ في أعمال ديوفانتوس الإسكندري. واستمر تدريس الجبر اليوناني في الشرق بعد سقوط الإمبراطورية الغربية، حيث نضجت إلى الجبر الحديث في أيدي الخوارزمي (انظر تاريخ الجبر). ولا تزال دراسة المعادلات والتقديرات الديفونتية ذات مجالات مهمة للبحث الرياضي اليوم.
وسميت جميع الكواكب في المجموعة الشمسية، باستثناء الأرض، على اسم الآلهة الرومانية.

## القانون الروماني والسياسة

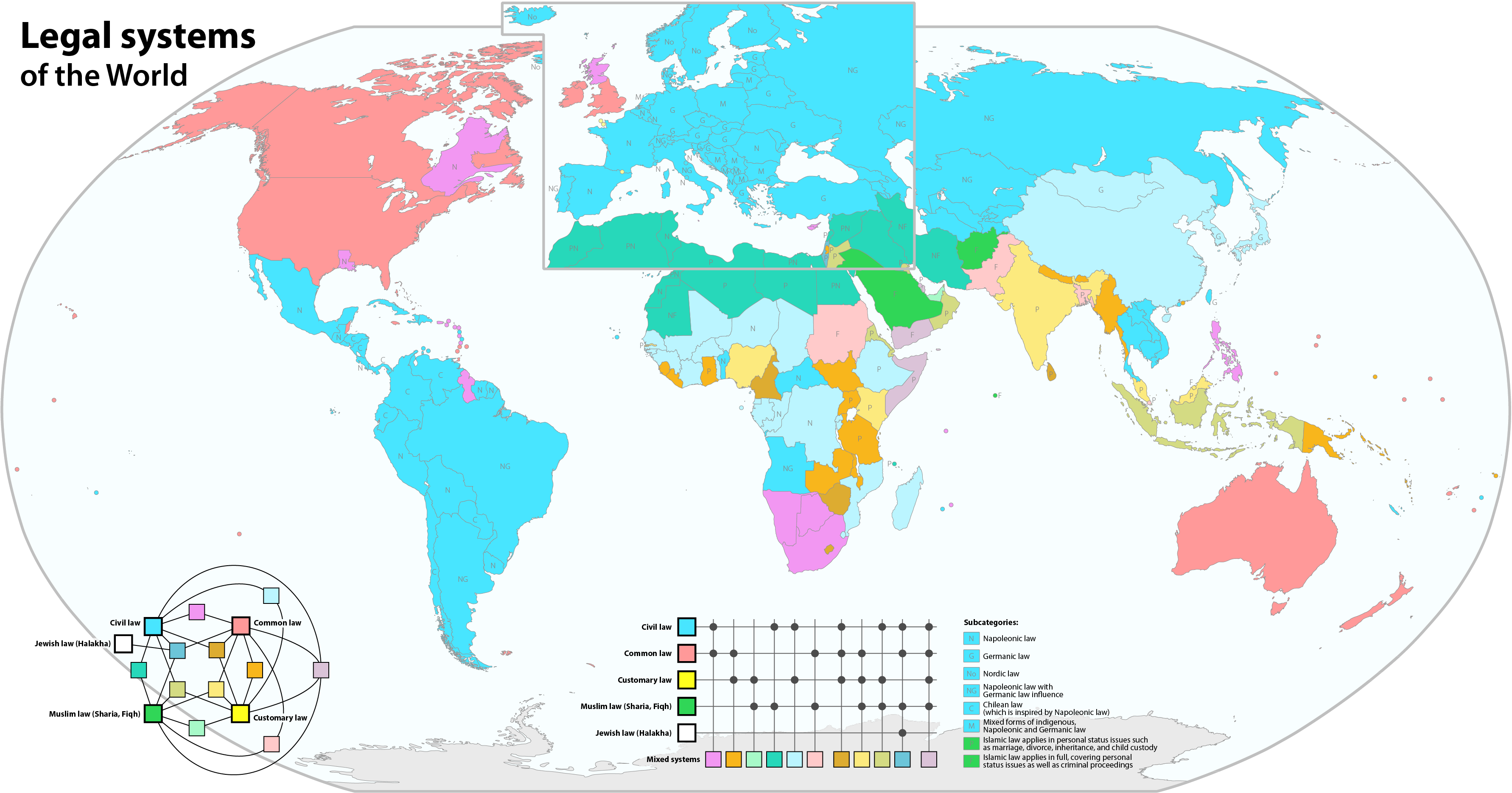
القانون الروماني باللون الأزرق.

جمهوريات
جمهورية رئاسية بنظام رئاسي كامل.
جمهورية رئاسية بنظام شبه رئاسي.
جمهوريات برلمانية مع رئيس تنفيذي يختاره البرلمان
جمهوريات برلمانية مع رئيس شرفي، حيث رئيس الوزراء هو السلطة التنفيذية.
دولة الحزب الواحد تعتبر جمهورية

على الرغم من عدم استخدام قانون الإمبراطورية الرومانية اليوم، إلا أن القانون الحديث في العديد من الولايات القضائية يستند إلى مبادئ القانون المستخدمة والمتطورة خلال الإمبراطورية الرومانية. ولا تزال بعض المصطلحات اللاتينية نفسها تستخدم اليوم. والهيكل العام للقانون المستخدم اليوم في العديد من الولايات القضائية هو نفسه (المحاكمة مع القاضي، والمدعي، والمدعى عليه) مثل ذلك الذي أُنشِئ خلال الإمبراطورية الرومانية.
وتم تصميم المفهوم الحديث للحكم الجمهوري بشكل مباشر على الجمهورية الرومانية. ونجت المؤسسات الجمهورية في روما في العديد من المدن الإيطالية في العصور الوسطى وعصر النهضة. كما أن الكونغرس الأميركي مستوحى من مجلس الشيوخ والمجالس التشريعية الرومانية، في حين أن الرئيس يشغل منصب يشبه منصب القنصل الروماني. وكان العديد من المفكرين السياسيين الأوروبيين في عصر التنوير مستهلكين شرهين للأدب اللاتيني. وكان كل من مونتسكيو وإدموند بيرك وجون آدمز يتأثرون بشدة بسلسلة شيشرون على سبيل المثال. وأوصى آدامز باتخاذ شيشرون كنموذج للسياسيين ليقلّدوه، ولاحظوا ذات مرة أن «حلاوة وعظمة أصواته، وتناغم أعداده يعطيان المتعة بما فيه الكفاية لاستحقاق القراءة إذا لم يفهم أحد أي من معناه.».

## اختراعات

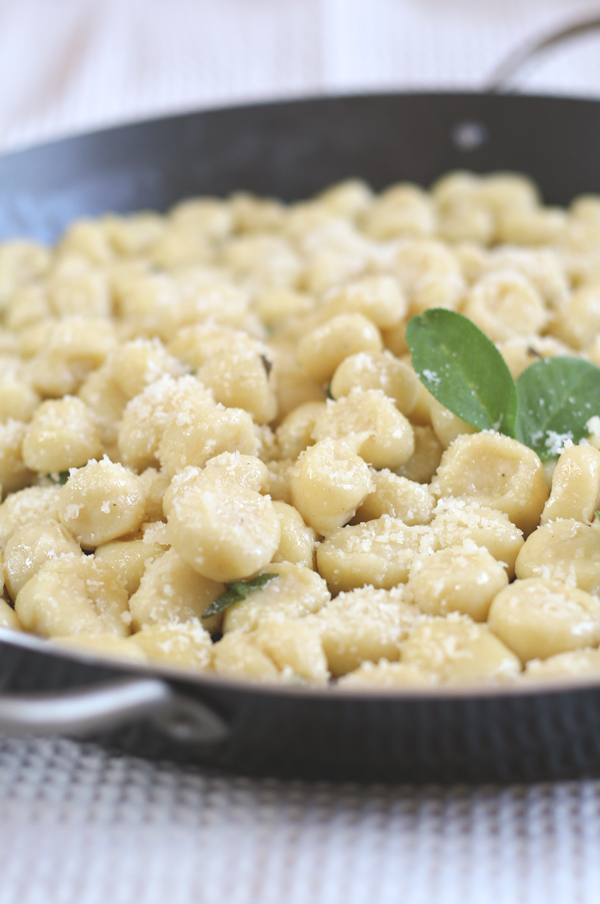
نوكي هو نوع من المعكرونة الإيطالية التقليدية، تم تقديمه إلى أجزاء مختلفة من أوروبا من قِبل الجيوش الرومانية خلال توسع الإمبراطورية.

كانت العديد من الاختراعات الرومانية عبارة عن نسخ محسنة لاختراعات الأشخاص الآخرين وتراوحت بين التنظيم العسكري، وتحسينات الأسلحة، والدروع، وتكنولوجيا الحصار، والابتكار البحري، والهندسة المعمارية، والأدوات الطبية، والري، والتخطيط المدني، والبناء، والزراعة، والعديد من المجالات المدنية والحكومية والعسكرية، والتطوير الهندسي.
ومع ذلك، طور الرومان أيضًا مجموعة كبيرة من التقنيات والابتكارات الجديدة، التي جاء الكثير منها من مواضيع مشتركة، لكنهم كانوا متفوقين إلى حد كبير مما كان يحدث من قبل، في حين كان هناك أيضا اختراعات جديدة تمامًا طورتها احتياجات الإمبراطورية وطريقة الحياة الرومانية.
وبعض الأمثلة الأكثر شهرة هي القنوات الرومانية (بعضها لا يزال قيد الاستخدام اليوم)، والطرق الرومانية، وآلات الطحن التي تعمل بالماء، وأنظمة التدفئة الحرارية (كما هو مستخدم في الحمامات الرومانية، وتستخدم أيضًا في القصور والمنازل الغنية)، وأنظمة الأنابيب، واختراع والاستخدام الواسع النطاق للخرسانة.
كما أن الأعمال المعدنية والزجاجية (بما في ذلك أول استخدام واسع النطاق للنوافذ الزجاجية) ومجموعة كبيرة من الابتكارات المعمارية بما في ذلك المباني الشاهقة، وبناء القبة، وبناء الجسور، وإنشاء الأرضيات هي أمثلة أخرى على الابتكار والعبقرية الرومانية.
وكان الإبداع العسكري واسع الانتشار وتراوحت بين الابتكارات التكتيكية والاستراتيجية، والمنهجيات الجديدة في التدريب، والانضباط والطب الميداني، وكذلك الاختراعات في جميع جوانب الأسلحة، من الدروع إلى محركات الحصار وتكنولوجيا الصواريخ.
وأعطى هذا المزيج من المنهجيات الجديدة، والابتكار التقني، والاختراع الإبداعي في الجيش روما قوة ضد خصومها لنصف الألفية مع القدرة على خلق إمبراطورية حتى اليوم، وبعد أكثر من 2000 سنة، تستمر في بقاء أثر إمبراطوريتها في العديد من مجالات الحياة الحديثة.

## المستعمرات والطرق
تركت روما ميراثا من تأسيس العديد من المدن مثل كولونيا. وكان هناك أكثر من 500 مستعمرة رومانية تنتشر عبر الإمبراطورية، معظمها مأهولة بالسكان من قدامى المحاربين في الجيوش الرومانية. وارتفعت بعض المستعمرات الرومانية لتصبح مراكز تجارية ذات نفوذ، ومراكز نقل وعواصم إمبراطوريات دولية، مثل القسطنطينية، ولندن، وباريس، وفيينا.
وكانت جميع هذه المستعمرات مرتبطة بتراث مهم آخر من الإمبراطورية الرومانية وهو الطرق الرومانية، حيث كانت الإمبراطورية في الواقع تتألف من أكثر من 400 ألف كيلومتر (250.000 ميل) من الطرق، منها أكثر من 80,500 كيلومتر (50,000 ميل) مرصوفة بالحجارة. ونجت المسارات (وأحيانًا السطوح) للعديد من الطرق الرومانية لآلاف السنين. وهناك العديد منها مغطى بالطرق الحديثة، مثل طريق إميليا في شمال إيطاليا. وترتبط شبكات الطرق من ذروة الإمبراطورية الإقليمية ارتباطًا وثيقًا بالمدن التي لها نشاط اقتصادي أكبر في العصر الحديث، خاصة في المناطق الأوروبية، حيث أنها لم تتخل عن المركبات ذات العجلات في النصف الأخير من الألفيّة الأولى.

## العمارة

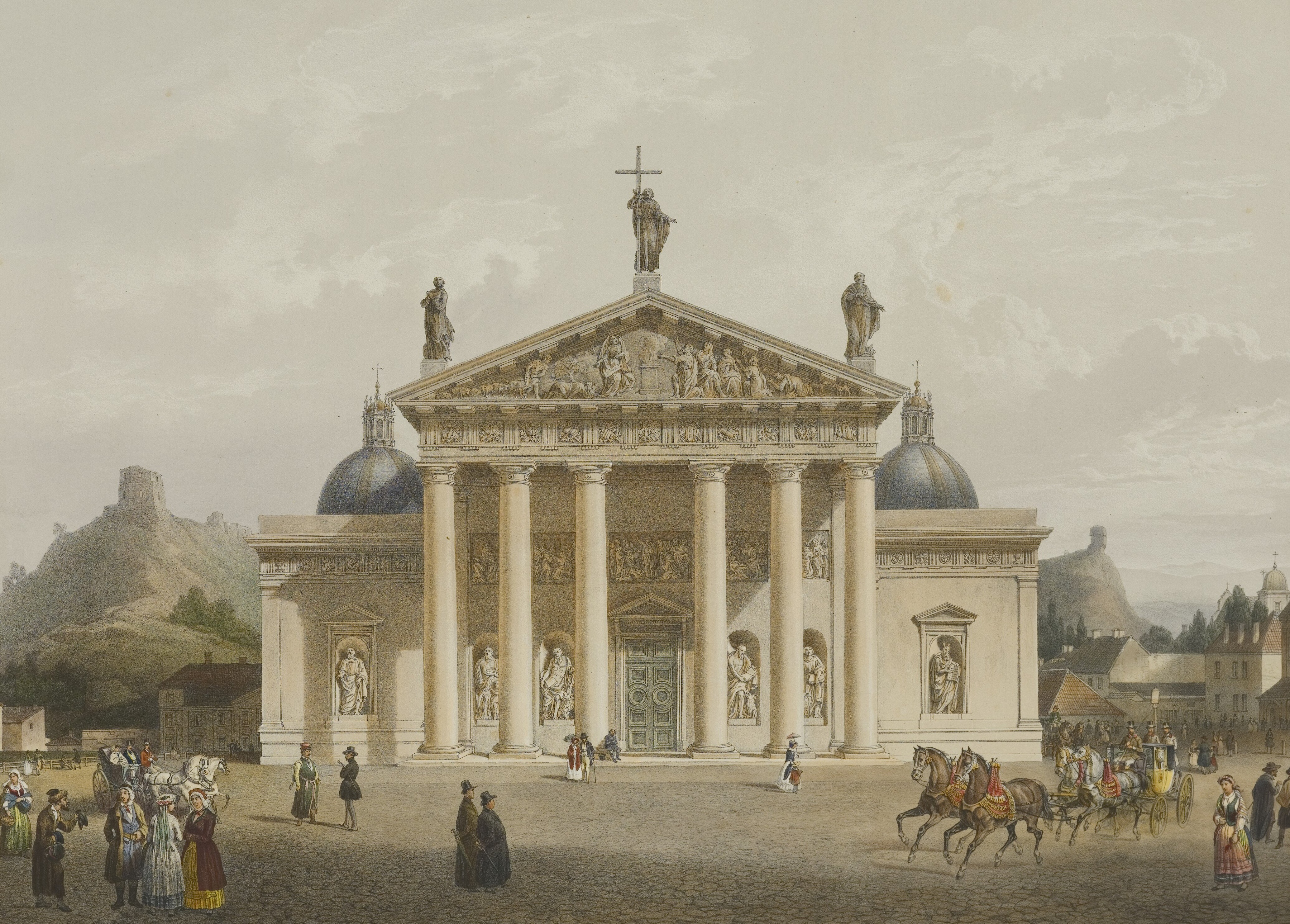
كاتدرائية فيلنيوس (1783)، بواسطة لوريناس جوسفييوس.

في منتصف القرن الثامن عشر، ألهمت العمارة الرومانية العمارة الكلاسيكية الجديدة. وكانت الكلاسيكية الجديدة حركة دولية. وعلى الرغم من أن العمارة الكلاسيكية الجديدة توظف نفس المفردات الكلاسيكية مثل الهندسة المعمارية الباروكية المتأخرة، فإنها تميل إلى التأكيد على صفاتها المستوية، بدلاً من الأحجام النحتية، كما تكون الإسقاطات والركود وآثارها من الضوء والظل هي أكثر اتساقا، وتميل النقوش النحتية إلى أن تكون محفوفة بالأفاريز أو الألواح.
وتمثّلت العمارة الكلاسيكية الحديثة في مباني كارل فريدريك شينكل، لا سيما المتحف القديم في برلين، وبنك إنكلترا في سير جون سوان في لندن والبيت الأبيض والكابتول المبنيين حديثًا في واشنطن العاصمة في الولايات المتحدة. وقام المهندس المعماري الأسكتلندي تشارلز كاميرون بتصميم تصميمات داخلية إيطالية فخمة لكاترين الثانية في سانت بطرسبرغ.

## فكرة الإمبراطورية

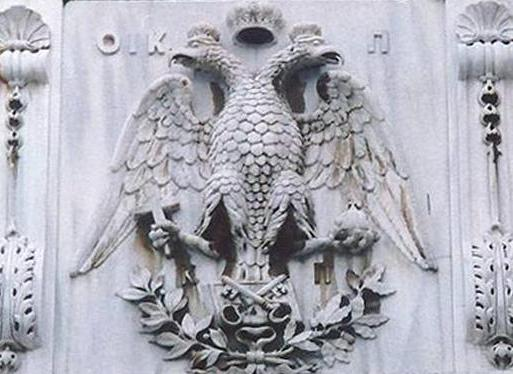
شعار النبالة للسلالة الإمبراطورية الأخيرة للإمبراطورية الرومانية الشرقية.

من وجهة نظر قانونية، كانت الإمبراطورية الرومانية، التي أسسها أغسطس في 27 قبل الميلاد، وقُسِمت إلى «جزأين» بعد وفاة ثيودوسيوس الأول في 395، قد نجت فقط في الجزء الشرقي مع عزل رومولوس أوغستولوس آخر إمبراطور للجزء الغربي.
واستمر الخط الروماني دون انقطاع لحكم الإمبراطورية الرومانية الشرقية، التي كانت خصائصها الرئيسية المفهوم الروماني للدولة، والثقافة، واللغة اليونانية في العصور الوسطى، والإيمان المسيحي الأرثوذكسي. ولم يتوقف البيزنطيون أنفسهم عن الإشارة إلى أنفسهم باسم «الرومان» (Rhomaioi) وإلى ولايتهم باسم «الإمبراطورية الرومانية»، أو «إمبراطورية الرومان» (باليونانية Βασιλεία των Ῥωμαίων أو Basileía ton Rhōmaíōn) أو «رومانيا» (باليونانية ανία أو Rhōmanía). وبالمثل، كان يُطلق عليهم اسم "Rûm" (روما) من قِبَل أعدائهم الشرقيين.

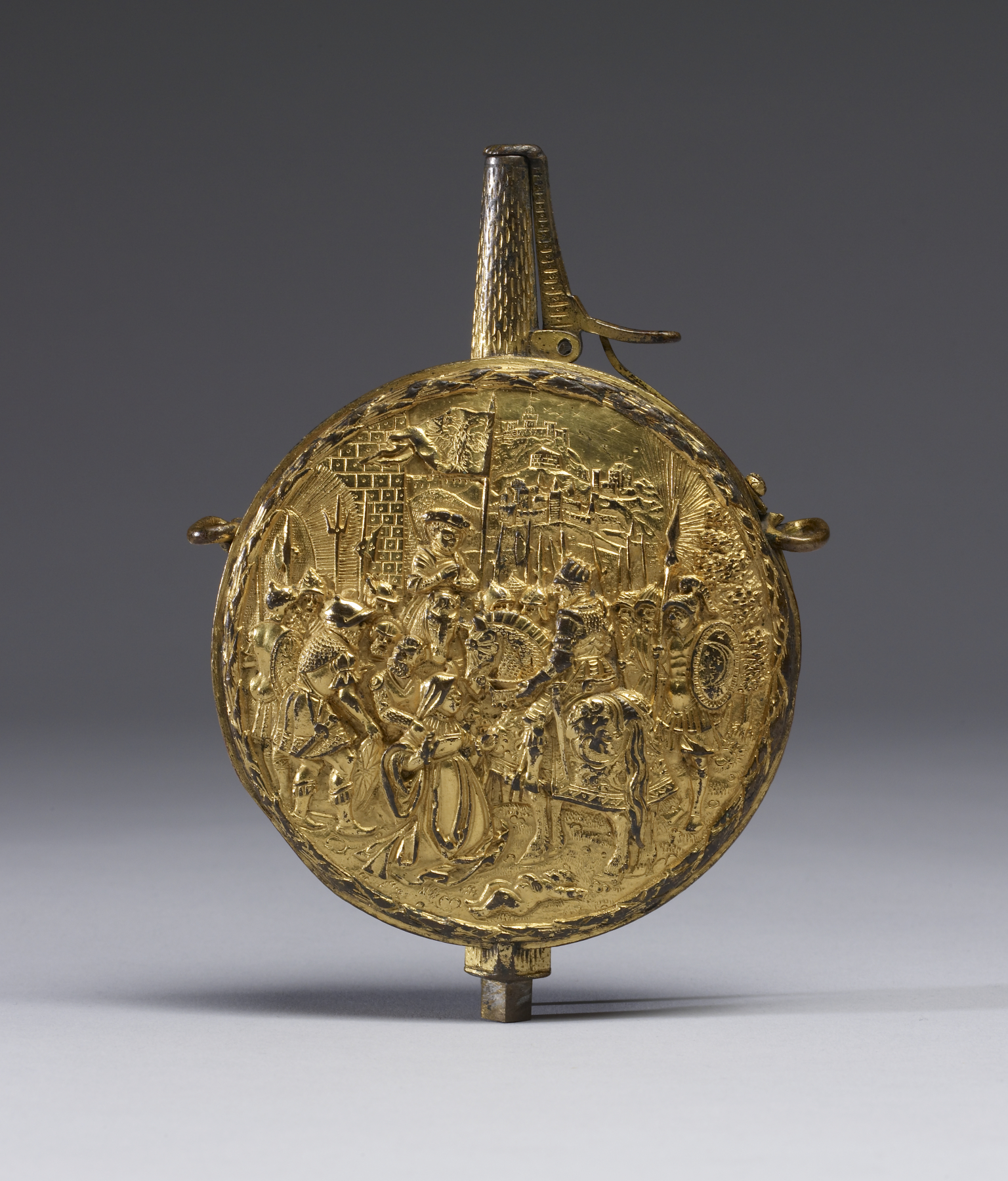
قنينة للحصول على الطاقة الأولية لعدالة تراجان (منتصف القرن السادس عشر)، التي تصور نداء المرأة للعدالة من تراجان، مع الراية الإمبراطورية من هابسبورغ التي تشير إلى أن الأباطرة الرومان المقدسين هم أحفاد الأباطرة الرومان القدماء (متحف والترز للفنون).

إن تسمية الإمبراطورية على أنها «بيزنطية» هي فكرة استرجاعية، حيث بدأت فقط في عام 1557، بعد قرن من سقوط القسطنطينية عندما نشر المؤرخ الألماني هيرونيموس فولف أعماله كوربوس هيستوريو بيزانتينو، وهي مجموعة من المصادر البيزنطية. ولم يكن المصطلح مستخدمًا بشكل عام في العالم الغربي قبل القرن التاسع عشر عندما ولدت اليونان الحديثة. وكانت نهاية التراث المستمر للإمبراطورية الرومانية مفتوحة للنقاش، حيث كانت النقطة الأخيرة هي الاستيلاء على القسطنطينية في عام 1453 م، بينما أرجع البعض نهايتها مع نهب القسطنطينية من قِبل الصليبيين في عام 1204.
وبعد سقوط القسطنطينية، تم انتخاب طوماس باليولوج، شقيق آخر إمبراطور روماني شرقي «قسطنطين الحادي عشر»، إمبراطورًا وحاول تنظيم القوات المتبقية، وانتهى حكمه بعد سقوط آخر مدينة بيزنطية رئيسية وهي كورنثوس، ثم انتقل إلى إيطاليا واستمر الاعتراف به كإمبراطور شرقي من قِبل القوى المسيحية.
وواصل ابنه أندرياس باليولوج إدعاءاته على العرش البيزنطي حتى باع اللقب إلى فرديناند ملك أراغون وإيزابيلا ملكة قشتالة قبل وفاته في عام 1502. ومع ذلك، لا يوجد أي دليل على أن أي ملك إسباني استخدم الألقاب الإمبراطورية البيزنطية، والتي من شأنها أن تحول ملك إسبانيا إلى إمبراطور روماني شرعي.
وفي أوروبا الغربية، استمر مفهوم الدولة الروماني لما يقرب من ألف عام من قِبَل الإمبراطورية الرومانية المقدسة التي يعتبر أباطرها، ومعظمهم يتكلمون الألمانية، أنفسهم هم الخلفاء الشرعيين للتقاليد الإمبراطورية القديمة، وروما كعاصمة من إمبراطوريته. ويتم اشتقاق اللقب الألماني الـ «قيصر» من الكلمة اللاتينية "Caesar".
وسعى أباطرة الإمبراطورية الرومانية المقدسة بطرق عديدة إلى لجعل أنفسهم مقبولين من قِبل البيزنطيين كأقرانهم في العلاقات الدبلوماسية، والزواج السياسي. لكنهم في بعض الأحيان لم يحصلوا على النتائج المتوقعة، لأنهم كانوا يستخدمون لقب «ملك الألمان» وليس «إمبراطور». وتم حل الإمبراطورية الرومانية المقدسة في 1806؛ بسبب الضغط من قِبل نابليون الأول.
وفي أوروبا الشرقية، بداية من البلغارية ثم الصربيين وفي نهاية المطاف القياصرة الروس، تم إعلان أنهم أباطرة. وفي موسكو في روسيا، تم تبني فكرة كونها روما الثالثة (مع كون القسطنطينية هي الثانية).
وفي أوائل القرن العشرين، كان الفاشيون الإيطاليون تحت حكم بينيتو موسوليني يحلمون بإمبراطورية رومانية جديدة كالإيطالية تضم حوض البحر الأبيض المتوسط.
وفي منتصف القرن العشرين، أراد أليكساندر كوجيف إعادة تأسيس الإمبراطورية الرومانية، لكن كان هدفه الحقيقي هذه المرة هو فريق كرة قدم متعدد الجنسيات.